# Einstein-féle összegkonvenció
Az Einstein-féle összegkonvenció, más néven Einstein-féle automatikus összegkonvenció avagy Einstein-féle néma index konvenció egy indexes jelölés az összegekre a Ricci-kalkulusban. Azt jelenti, hogy az azonos indexű tagok összeadandók, és nem tünteti fel a szumma jelet. A Ricci-kalkulust a differenciálgeometriában, a tenzoranalízisben és az elméleti fizikában használják. A konvenciót Albert Einstein 1916-ban javasolta. 

## Motiváció
A mátrix- és tenzorszámításokban gyakran képződnek indexes összegek. Például két {\displaystyle n\times n}-es mátrix, A és B szorzata:
{\displaystyle (A\cdot B)_{ij}=\sum _{k=1}^{n}A_{ik}\cdot B_{kj}}
Itt a k indexre összegzünk 1-től n-ig. A többszörös mátrix- és skalárszorzatok hamar átláthatatlanná válnak. A fenti szorzat az Einstein-féle összegkonvencióval:
{\displaystyle (A\cdot B)_{ij}=A_{ik}\cdot B_{kj}}

## Formálisan
Az összegkonvenció legegyszerűbb változata így hangzik: ha egy szorzatban egy index kétszer is felbukkan, akkor összegzünk rá. A relativitáselméletben csak akkor összegeznek, ha a kovariáns és a kontravariáns index egyezik meg. Ezt a kétféle indexet úgy különböztetik meg egymástól, hogy a kovariáns indexet alulra, a kontravariáns indexet pedig felülre teszik.
Az összegzési konvencióval az írásmód rövidebb, és segít felismerni olyan szimmetriákat és összefüggéseket, amelyek a hagyományos írásmódban felismerés nélkül maradnának.

## Példák

### Különbségtétel nélkül
A következő példában {\displaystyle A,B} {\displaystyle n\times n}-es mátrix, értékeik {\displaystyle A_{ij},B_{ij}} és {\displaystyle {\vec {x}}=\left(x_{1},x_{2},\dots ,x_{n}\right),{\vec {y}}=\left(y_{1},y_{2},\dots ,y_{n}\right)} hozzájuk illeszkedő vektorok.
- Skaláris szorzat: {\displaystyle {\vec {x}}\cdot {\vec {y}}=x_{i}y_{i}}.
- Mátrix-vektor szorzat: {\displaystyle \left(A{\vec {x}}\right)_{i}=A_{ij}x_{j}}
- Több mátrix szorzata (itt négy): {\displaystyle (ABCD)_{ij}=A_{il}B_{lm}C_{mn}D_{nj}}.
- Az A mátrix nyoma: {\displaystyle {\text{Spur}}\,A=A_{ii}}

### Kovariáns és kontravariáns indexek szerint
- Az {\displaystyle A_{j}^{i}} és {\displaystyle B_{j}^{i}} komponensű tenzorok {\displaystyle C_{j}^{i}} komponensű szorzata {\displaystyle C_{j}^{i}=A_{k}^{i}B_{j}^{k}}
- Az {\displaystyle A_{j}^{i}} komponensű tenzor alkalmazása az {\displaystyle x^{i},y^{i}} összegére a  {\displaystyle z^{i}} vektort adja: {\displaystyle z^{i}=A_{j}^{i}\left(x^{j}+y^{j}\right)}.
- A t tenzormező egy {\displaystyle U} környezetben ábrázolható, mint:

{\displaystyle t|_{U}=t_{j_{1},\ldots ,j_{s}}^{i_{1},\ldots ,i_{r}}{\frac {\partial }{\partial x^{i_{1}}}}\otimes \cdots \otimes {\frac {\partial }{\partial x^{i_{r}}}}\otimes \mathrm {d} x^{j_{1}}\otimes \cdots \otimes \mathrm {d} x^{j_{s}}.}
ahol az {\displaystyle {\frac {\partial }{\partial x^{i_{1}}}}} objektum indexe alsó indexnek tekintendő.